# Bahilíes
Los bahilíes o bahilitas, o el clan Bāhila (باهلة, Bāhilah) fueron una tribu árabe establecida en el Néyed (centro de Arabia), de la cual una parte era sedentaria y la otra seminómada. Fueron una subtribu de los qaysíes (Banu Qays).
Los bahilíes fueron mencionados por primera vez en textos que datan de los primeros años del Islam, a mediados del siglo VII. Durante esa época, muchos miembros de la tribu emigraron a Siria y Basora. Muchos de los que fueron a Siria se trasladaron más tarde a Jurasán para formar parte de la guarnición omeya allí asentada. Lucharon en coalición con el resto de los qaysíes contra las tribus Yamani durante la era Omeya, véase rivalidad entre qaysíes y yamanis. Tanto el erudito al-Asma'i como el general Qutayba ibn Muslim fueron bahilíes. La última mención sobre los bahilíes consta del siglo X.

## Genealogía
Según W. Caskel, la genealogía de los bahila «es algo complicada». El homónimo de la tribu, Bahila, era esposa de Malik ibn A'sur ibn Sa'd ibn Qays, que tras morir éste, se casó con el hermano de Malik, Ma'n. Bahila tuvo un hijo de Malik y dos hijos de Ma'n, y también fue la madre adoptiva de otros diez hijos de Ma'n (los hijos adoptivos procedían de otras dos madres). Caskel describe esta genealogía como una serie de «artificios», considerados familiares por los genealogistas árabes, aunque la «acumulación» de tales artificios con los orígenes de los bahila fue «notable». Entre los hijos de Bahila, que más tarde engendrarían grandes clanes estaban Qutayba, Wa'il, Ji'awa y Awd. De Qutayba y Wa'il surgieron las subtribus más grandes de los bahilíes, y ambos competían por la supremacía bahilí.

## Historia

Mapa de la región de Bata'ih (en naranja) en el bajo Éufrates.

La patria original de los bahilíes se llamaba Sūd Bāhila o Sawād Bāhila, y estaba situada en el Néyed o najd, en el centro de la península arábiga. Los asentamientos de la tribu, incluidos al-Quway', Idhnayn Shammal, Hufayra y Juzayla, estaban ubicados a ambos lados de la ruta entre La Meca y el área correspondiente a la actual Riad. El clan Ji'awa de los bahilíes vivía más al oeste, al pie de las montañas al-Jidd. Eran los vecinos del norte de los Banu Ghani, otra tribu que descendía de A'sur ibn Sa'd ibn Qays. Entre los bahilíes había sedentarios y seminómadas, viviendo bajo la protección de los Banu Kilab y Banu Ka'b, subtribus de los Banu 'Amir. Aunque muy escasas, hay algunas referencias de la tribu Bahila en el período preislámico, como una en la que se menciona el asesinato de un guerrero llamado al-Muntashir y una batalla que involucró a la tribu. Ambos episodios ocurrieron poco antes del surgimiento del Islam.
Según Caskel, «La historia de la tribu [Bahila] se vuelve clara por primera vez bajo el Islam». En la década de 630, parte de los bahilíes emigró de Arabia a Siria y a las proximidades de Basora.  Formaron parte del primer ejército musulmán, y los bahilíes sirios formaban parte de la guarnición árabe en Jurasán. Como miembros de los Banu Qays, los bahilíes tomaron parte en las batallas impulsadas por la venganza entre las coaliciones Qays y Yaman en los años posteriores a la derrota de los Qays en la Batalla de Marj Ráhit en 684. Un segundo gran éxodo de miembros de la tribu bahilí se produjo a principios y mediados del siglo IX, cuando los territorios bahilíes fueron invadidos en gran parte por los Banu Numayr, una subtribu de los Banu 'Amir. Los migrantes bahilíes entraron en la región del bajo Éufrates, primero en las cercanías de al-Hufayr, cerca de Basora, y de allí al tramo arenoso de al-Taff en la frontera sur de las marismas de Bata'ih. Después de 837, estos miembros de la tribu Bahila se establecieron en el mismo Bata'ih, donde en 871 fueron atacados por tropas abasíes en su camino a reprimir la rebelión Zanj. En consecuencia, los bahila se aliaron con los zanj. Tras ello, no se supo nada más de los bahilíes.

## Miembros
Caskel comenta que «los bahilíes desarrollaron una gran cantidad de talentos de todo tipo». Un compañero del profeta islámico Mahoma, Abu Umamah al Bahili, provenía de esta tribu. Dos hermanos de la tribu, Salman ibn Rabi'ah y Abd al-Rahman ibn Rabi'ah, sirvieron como generales bajo los califas Abu Bakr y Úmar en las décadas de 630 y 640. A principios del siglo VIII, el bahilí Qutayba ibn Muslim fue nombrado gobernador omeya de Jurasán y fue un general clave en la conquista musulmana de Transoxiana. De la tribu Bahila también es el conocido filólogo árabe al-Asma'i.